# François-Marie-Isidore Queverdo
Pour les articles homonymes, voir Queverdo.
François-Marie-Isidore Queverdo né le 2 février 1748 à Josselin et mort le 24 décembre 1797 à Paris est un peintre, dessinateur et graveur au burin et à l'eau-forte.

## Biographie
Demeurant dans les années 1770 rue Saint-Jacques à Paris, Queverdo épouse Marie-Jeanne Breant, dont au moins trois enfants : Jeanne-Adélaïde-Agathe, née le 5 mars 1778 avec pour parrain Jean Dambrun ; Étienne-Aurélie, née le 16 juin 1781 avec pour parrain Joseph de Longueil ; et Louis-Yves, né le 27 mai 1788, lequel devient graveur, rue de Sèvres, et épouse Marie-Olympe Neveu le 4 mars 1813, en présence des témoins Nicolas Ponce, Yves-Marie Le Gouaz et Victor Pillement (1767-1814), graveurs.

## Œuvres
De nombreuses œuvres de Queverdo ont été reproduites en gravure par Jean Dambrun.
Queverdo est également l'auteur, avec Garneray, de la vignette figurant en tête du registre des arrêtés du Comité de salut public.

### Portraits
- Jean-Jacques Rousseau[3]
- Voltaire[4]
- Gaspard Moïse Augustin de Fontanieu, « intendant et contrôleur général des meubles de la Couronne », avec dédicace, gravé par Joseph de Longueil[5]
- Madame de Pompadour, favorite de Louis XV[6]
- Marie-Joséphine de Savoie, épouse de Louis-Stanislas-Xavier de France, comte de Provence et futur Louis XVIII[7]
- Claude-Joseph Dorat, poète, dramaturge et romancier[8]
- Marie-Antoinette d'Autriche, reine de France[9]
- Miguel de Cervantes, romancier, poète et dramaturge espagnol[10]
- Louis XV, roi de France[11]
- Élisabeth de France, sœur de Louis XVI[12]
- Jacques Necker, directeur général des finances[13]
- Jean-Pierre Claris de Florian, auteur dramatique, romancier, poète et fabuliste[14]
- Louis-Jean-Marie de Bourbon, duc de Penthièvre[15]
- Louise de France, la plus jeune des enfants de Louis XV, religieuse carmélite[16]
- Charlotte Corday, meurtrière de Jean-Paul Marat[17]

Portraits
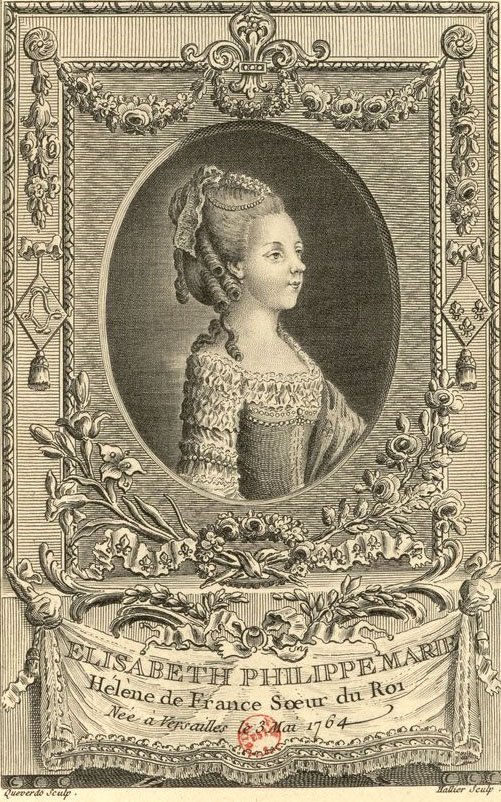
Madame Élisabeth
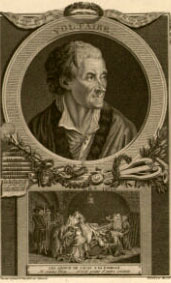
Voltaire
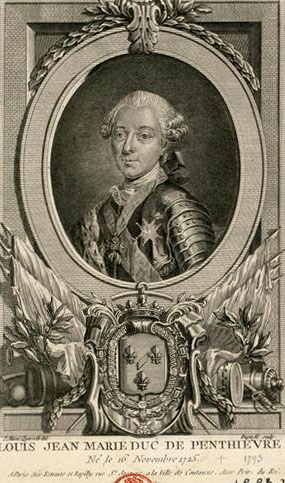
Duc de Penthièvre
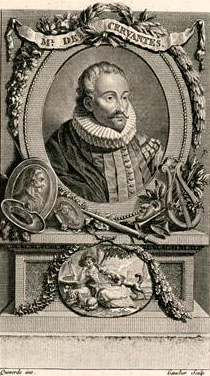
Cervantès
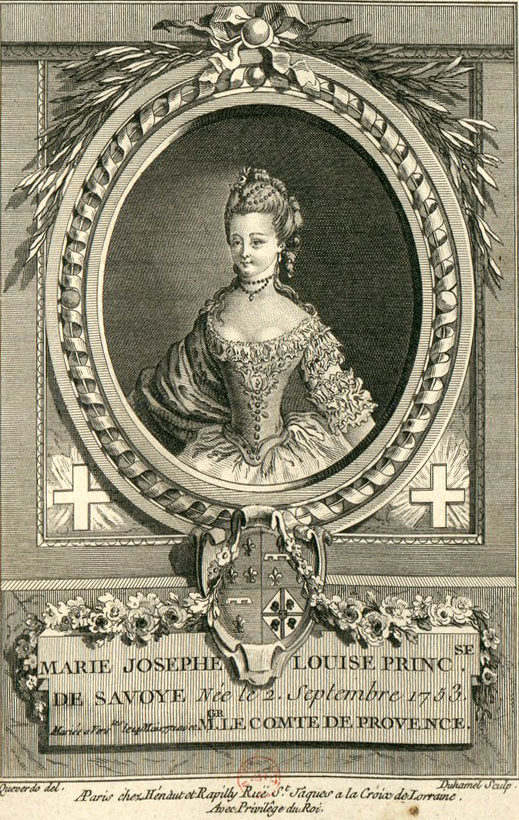
La comtesse de Provence
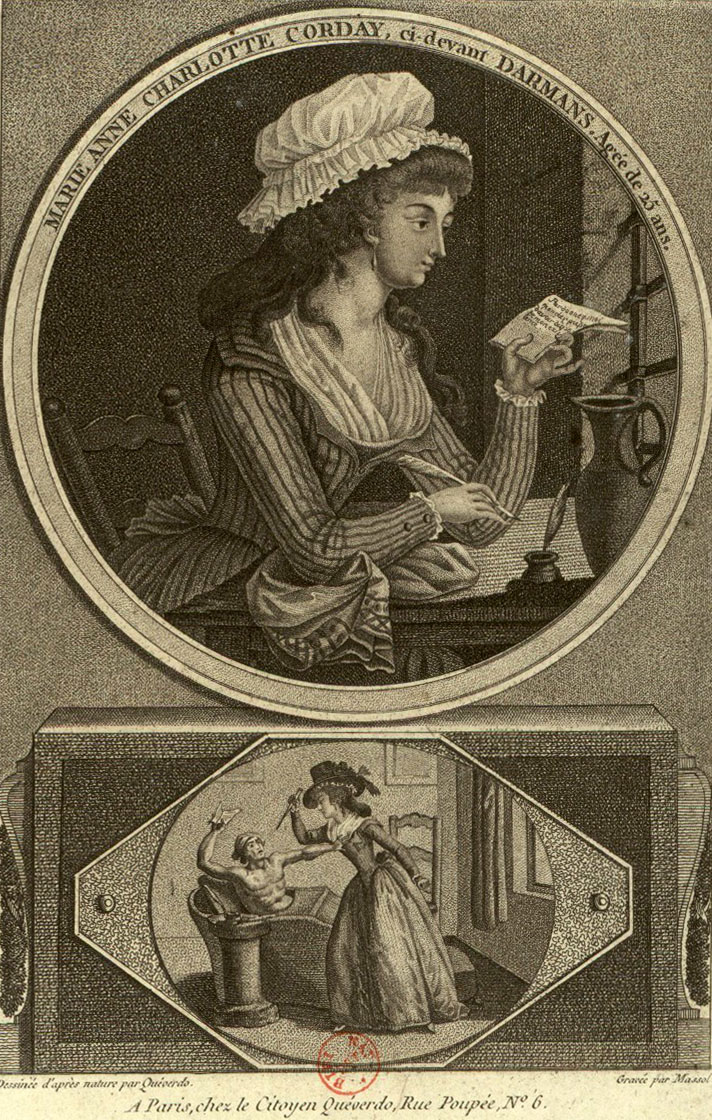
Charlotte Corday

### Dessins ornementaux
Il a réalisé un grand nombre de dessins ornementaux dont certains ont été publiés dans le Recueil d'arabesques, contenant les loges du Vatican, gravées d'après Raphaël d'Urbin et grand nombre d'autres compositions du même genre, dans le style antique, d'après Normand, Quéverdo, Salembier, Prieur, Boucher, Dugourg, et autres numérisé par l'institut national de l'histoire de l'art.

Dessins ornementaux
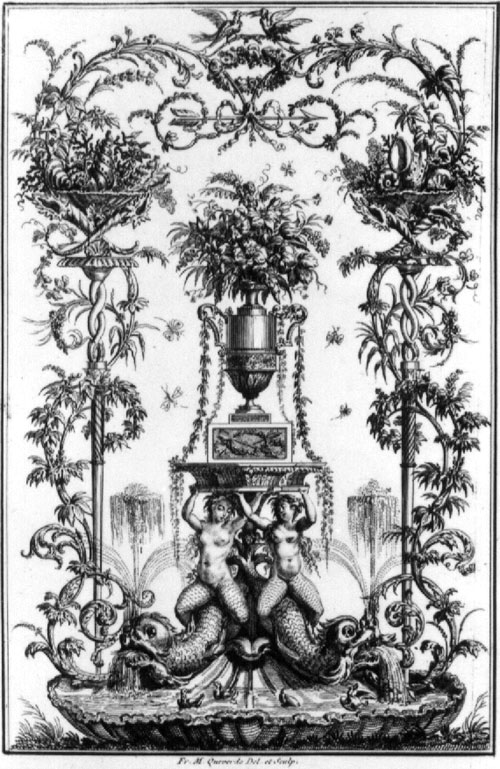
Fontaine
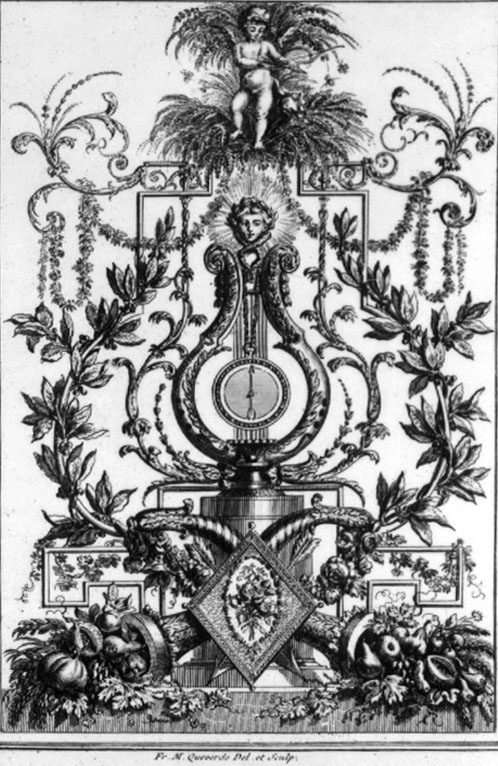
Horloge
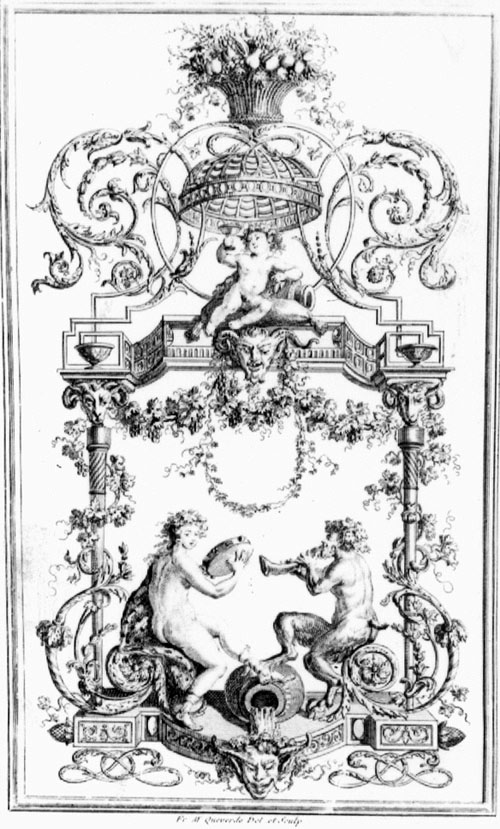
Panneau décoratif
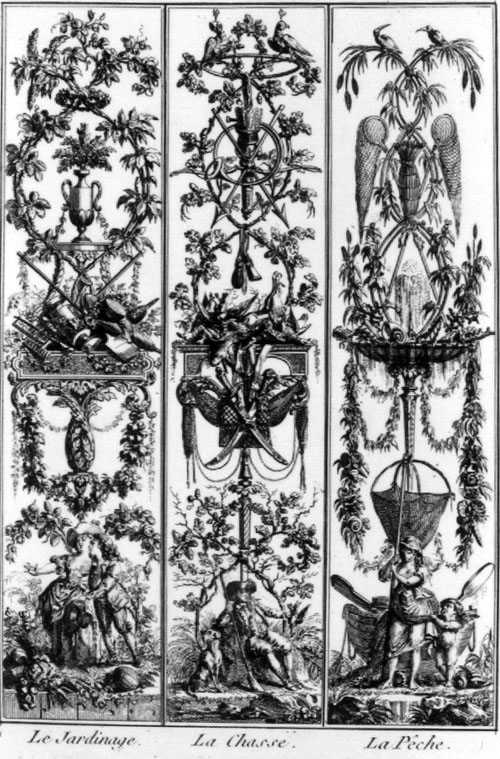
Jardinge, chasse et pêche